# Новиковка (Асінівський район)
Но́виковка (рос. Новиковка) — село у складі Асінівського району Томської області, Росія. Входить до складу Новиковського сільського поселення.

## Населення
Населення — 448 осіб (2010; 620 у 2002).
Національний склад (станом на 2002 рік):
- росіяни — 93 %